# كيني مارتن
كيني مارتن (بالإنجليزية: Kenny Martin)‏ هو سائق سباق أمريكي، ولد في 20 أغسطس 1960 في برودفيو هايتس في الولايات المتحدة.